# John Magufuli
John Pombe Magufuli (Chato, 1959. október 29. – Dar es-Salaam, 2021. március 17.) tanzániai politikus, pedagógus, vegyész, Tanzánia elnöke (2015 és 2021 között).

## Élete
A Viktória-tó partján, Chato településen született 1959-ben, szegény családban. Az apja földműves volt, így gyermekként állatokat terelgetett, tejet és halat árult a piacon. Mindezek ellenére sok időt szentelt a tanulásnak, és középiskolai tanulmányai végeztével beiratkozott az Mkwawa Tanárképző Főiskolára, ahol matematika és kémia szakos tanári diplomát szerzett (1982). Sorkatonai szolgálatát letöltve a Dar es-Salaam-i Egyetemen vegyész diplomát (1988), 2009-ben pedig ugyanitt doktori (PhD) fokozat szerzett vegyészetből.
Tanított középiskolában, de dolgozott egy vállalatnál vegyészként is, míg 1995-ben parlamenti képviselőnek nem választották. Rögtön az első mandátuma alatt munkaügyi miniszterhelyettes lett (1995–2000), majd öt évre rá a tárca élére került. Később irányította a földügyi, illetve az állattenyésztési és halászati minisztériumot is, 2010-ben pedig visszatért a munkaügyi tárca élére. Nem tartozott az országot az 1961-es függetlensége óta irányító politikai erő belső köréhez, de ennek ellenére mégis ő indulhatott 2015-ben elnökjelöltként a kormánypárt színeiben, melyet meg is nyert.
Hivatalba lépését követően eltörölte a szimbolikus függetlenség napját, és az eseményre szánt összes pénzt átcsoportosította, hogy a Dar es-Salaam-i főút kiszélesítésére. Emellett számos magas beosztású kormányzati vezetőt elbocsátottak az ugyanekkor indított korrupcióellenes hadjárat során, és megtiltotta a köztisztviselőknek, hogy külföldre utazzanak.
A 2020-as elnökválasztást követően megkezdhette második ötéves terminusát is. Hivatalába 2020. november 5-én iktatták be, annak ellenére, hogy az ellenzék nem fogadta el a választás végeredményét, és tiltakozó megmozdulást helyezett kilátásba.
2021. március 17-én Tanzánia alelnöke, Samia Suluhu Hassan bejelentette, hogy Magufuli szívbetegségben meghalt.